# Lola THL2
O  THL2  é o modelo da Lola da temporada de 1986 da Fórmula 1. Foi guiado por Alan Jones, Patrick Tambay e Eddie Cheever.

## Resultados[1]
(legenda) 
| Ano  | Chassis | Motor             | Nº | Pilotos        | 1   | 2   | 3     | 4     | 5     | 6    | 7     | 8     | 9     | 10  | 11    | 12  | 13    | 14    | 15    | 16    | Pontos | Posição |
| ---- | ------- | ----------------- | -- | -------------- | --- | --- | ----- | ----- | ----- | ---- | ----- | ----- | ----- | --- | ----- | --- | ----- | ----- | ----- | ----- | ------ | ------- |
|      |         |                   |    |                |     |     |       |       |       |      |       |       |       |     |       |     |       |       |       |       |        |         |
|      |         |                   |    |                | BRA | ESP | SMR   | MON   | BEL   | CAN  | USE   | FRA   | GBR   | GER | HUN   | AUT | ITA   | POR   | MEX   | AUS   |        |         |
| 1986 | THL2    | Ford GBA V6 Turbo | 15 | Alan Jones     |     |     | Ret G | Ret G | 11 G  | 10 G | Ret G | Ret G | Ret G | 9 G | Ret G | 4 G | 6 G   | Ret G | Ret G | Ret G | 61     | 8º      |
| 1986 | THL2    | Ford GBA V6 Turbo | 16 | Patrick Tambay |     |     |       | Ret G | Ret G | DNS  |       | Ret G | Ret G | 8 G | 7 G   | 5 G | Ret G | NC G  | Ret G | NC G  | 61     | 8º      |
| 1986 | THL2    | Ford GBA V6 Turbo | 16 | Eddie Cheever  |     |     |       |       |       |      | Ret G |       |       |     |       |     |       |       |       |       | 61     | 8º      |

↑1  Jones e Tambay utilizaram o THL1 com motor Hart Turbo no GP do Brasil até San Marino (apenas Tambay).